# Bryum pauperidens
Bryum pauperidens är en bladmossart som beskrevs av Hugh Neville Dixon och George Neville Jones 1951. Bryum pauperidens ingår i släktet bryummossor, och familjen Bryaceae. Inga underarter finns listade i Catalogue of Life.